# Rostwerk

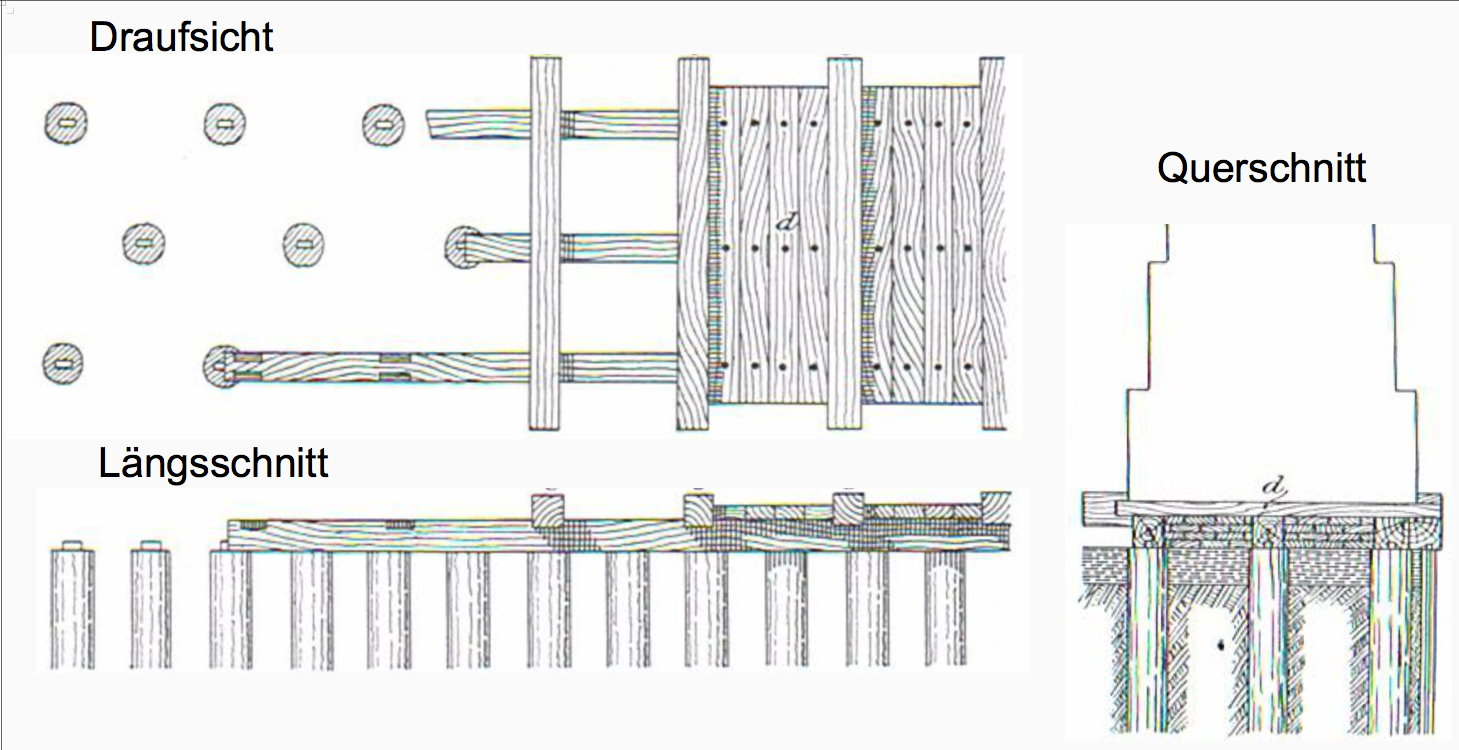
Gründung mit einem Holzpfahlrost für starke Mauern (aus Handbuch der Holzkonstruktionen, Böhm, Springer 1911)

Ein Rostwerk ist ein Rost, also ein tragfähiges horizontales Gitter, meist aus Holz, das bei Bauten als Grundlage für Grundmauern oder Brücken dient. Sie sind Teil der Gründung.
Es ist ein Mittel, um auf schlecht befestigten Untergrund eine tragfähige Gründung zu erstellen.

## Konstruktion
Es gibt verschiedene Möglichkeiten, das Rostwerk zu erstellen.
Grundsätzlich gibt es meist eine Schicht parallel zueinander ausgerichtete Bohlen bzw. Schwellen, auf denen oft eine weitere Schicht Bohlen bzw. Schwellen aufgelegt wird, aber 90 Grad zu den unteren Bohlen. Somit bildet sich ein Gitter.
Das Rostwerk kann auch mit einer Pfahlgründung kombiniert werden. Dabei liegt der Rost auf senkrecht in den Boden eingerammten Holzpfählen auf (Pfahlrost).